# Teissières-lès-Bouliès
Teissières-lès-Bouliès é uma comuna francesa na região administrativa de Auvérnia-Ródano-Alpes, no departamento de Cantal. Estende-se por uma área de 19,94 km². Em 2010 a comuna tinha 335 habitantes (densidade: 16,8 hab./km²).